# 聖エリアス・アンティオキア正教会大聖堂

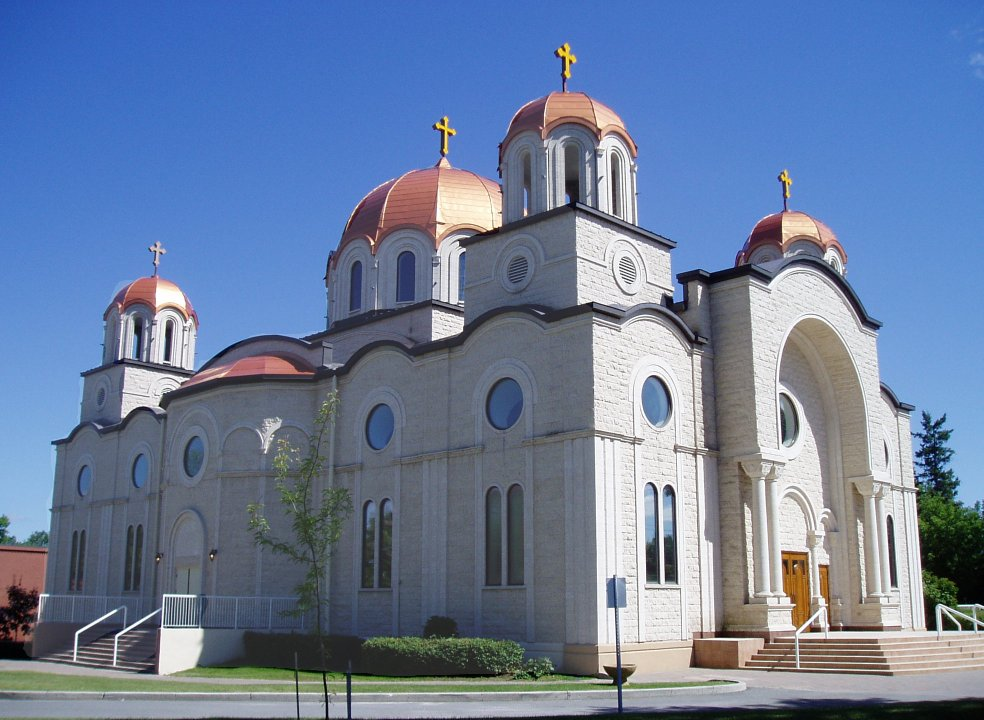
聖エリアス・アンティオキア正教会大聖堂

聖エリアス・アンティオキア正教会大聖堂（英語: St. Elias Antiochian Orthodox Cathedral）は、カナダ、オタワにあるアンティオキア正教会の大聖堂。ムーニースズ・ベイ（Mooney's Bay）の東、ホッグズ・バック滝（Hog's Back Falls）の南、リヴァーサイド・ドライヴ（Riverside Drive）にある。大聖堂の主任司祭はガッタス・ハジャル神父。
教会組織はレバノンからの移民により1929年に設立された。移民たちは当初都心部にある教会で奉神礼を行っていたが、この建物はこんにちでは聖エリアス住宅（St. Elijah's Housing）となっている。レバノン内戦により、オタワにおけるアンティオキア正教会の信徒人口は1970年代および1980年代を通じて劇的に増加し、教会はより大きな聖堂を探すようになった。土地が1975年に購入され、聖堂は1990年から1992年にかけて建設された。2000年には主教座聖堂として成聖された。オタワ主教区はこんにち、カナダ東部（Eastern Canada）とニューヨーク州北部（Upstate New York）を管轄している。
レバノン系移民で正教徒であるポール・アンカがオタワを訪れた際、この教会の聖歌隊向けに講座を持った事がある（1965年）。
晩課は普段、土曜日の夜に行われている。主日の朝には早課が午前8時45分から行われ、続いて午前10時から聖体礼儀が行われる。
毎年7月にレバノン・ファン・フェスティバルが駐車場にて行われ、レバノン人・非レバノン人問わず、オタワ中から人が集まっている。
大聖堂の信徒には、ティーン・ソヨ青年会、聖ジョン神聖互助会、アンティオキア人女性会、そしてAAAなどのグループが含まれている。